# سای گاوران
سای گاوران یک ستاره است که در صورت فلکی گاوران قرار دارد.